# Gisela Bevier
Gisela Bevier ist eine deutsche Politikerin. Sie war von 1994 bis 2001 Oberbürgermeisterin der Stadt Weißenfels. Obwohl von 1988 bis 1992 Mitglied der CDU, kandidierte sie 1994 zur Kommunalwahl als Parteilose.

## Gesellschaftliches Engagement
Bevier ist Vorsitzende des Weißenfelser Ladegastvereins.

## Persönliches
Sie ist Mutter von drei Kindern.